# Альгимунд
Альгимантас (устар. Альгимунд , лит. Algimantas) -литовское имя, германского происхождения.

## Известные носители
- Альгимантас Аницетас Бучис (родился 19 сентября 1939 года, Каунас, Литва) — поэт, прозаик, переводчик, теоретик литературы, историк и критик литовской литературы, доктор гуманитарных наук.
- Альгимантас Жижюнас (10 января 1940 — 15 февраля 2023) — знаменитый литовский фотограф, работавший в области портретной живописи, этнографии, документалистики и фотожурналистики.
- Альгимантас Ионович Масюлис (; 10 июля 1931, Сурдегис, Аникщяйский уездный муниципалитет — 19 августа 2008, Каунас, Литва) — литовский актер театра и кино.
- Альгимонт (Альгимунд) — мифический литовский князь, известный из легенд о Палемоновичах
- Ольгимунд (Алгимунт, Ольгимонт) — гольшанский князь, достоверно известный лишь из отчества своего сына Ивана Гольшанского, которое несколько раз встречается в документах 1385—1388 годов.

## Этимологии имени
Алгемонт, Алгмунд, Алкмунт или Алкемонт (Algemundus, Algmundus, Alchemundo, Alhmunt, Alcmunt, Alchemont) — имя германского происхождения. Именная основа-алг- (-алк-, -гэлк-) (имена Литвинов Ольгин, Ольгерд; германские имена Heligin, Algardus) происходит от готского alhs 'божница', германского helig 'свят', а основа -мунд- (-мунт-, -монт-) ( имена Литвинов Монтгерд, Волимонт, Сигизмунд; германские имена Mundgerd, Walmont, Sigimunt) — от германского *mundô 'рука, защита, кровность' или готского munds 'мощь ума, стремление', mundrs 'горящий, палки'. Таким образом, имя Альгимонт означает «святое горение». Кроме того, отмечалось германское имя Augemund (Augemundus, Augemundr) с первой основой Ауг -, которая происходит от готского augjan 'показывать, появляться'.
Соответствие имени Альгимонт германскому имени Alhmund утвердил французский лингвист-германист Раймонд Шмитляйн (Франц. Raymond Schmittlein).